# Nouszahr
Nouszahr (perski: نوشهر) – miasto w północnym Iranie, w ostanie Mazandaran. W 2006 roku miasto liczyło 40 578 mieszkańców w 11 550 rodzinach.